# 無宿
無宿是一部由齋藤耕一執導，並於1974年10月9日上映的日本電影。該電影講述兩名剛從監獄釋放出來的男人和其中一名男人的女朋友利用一套潛水服以搜索黃金的故事，並由勝新太郎、高倉健和梶芽衣子主演。另一方面，這部電影不但是勝新太郎和高倉健唯一一部共同演出的作品，也是該年度文化廳藝術祭的其中一部參演作品。

## 外部連結
- 該電影在Midnight Eye網站上的資料 （页面存档备份，存于）
- 互联网电影数据库（IMDb）上《無宿》的资料（英文）